# Прыжковый транспорт с переменной длиной прыжка
Прыжковый транспорт с переменной длиной прыжка — это модель, используемая для описания переноса носителей в неупорядоченном полупроводнике или в аморфном твёрдом теле с помощью прыжков в расширенном температурном диапазоне. Проводимость имеет характерную температурную зависимость:
{\displaystyle \sigma =\sigma _{0}e^{-(T_{0}/T)^{\beta }}\,,}
где 
{\displaystyle \beta } — зависящий от рассматриваемой модели параметр.

## Модель Мотта
В модели Мотта рассматриваются прыжки с переменной длиной. Эта модель описывает низкотемпературную проводимость в сильно неупорядоченных системах с локализованными состояниями носителей заряда и имеет характерную температурную зависимость:
{\displaystyle \sigma =\sigma _{0}e^{-(T_{0}/T)^{1/4}}}
для проводимости трёхмерного образца (с {\displaystyle \beta } = 1/4) и обобщается на {\displaystyle d} -мерную задачу:
{\displaystyle \sigma =\sigma _{0}e^{-(T_{0}/T)^{1/(d+1)}}~.}
Прыжковая проводимость при низких температурах представляет большой интерес из-за экономии, которую могла бы получить полупроводниковая промышленность, если бы они смогли заменить монокристаллические устройства аморфными материалами.

### Вывод
В исходной статье Мотта введено упрощающее предположение о том, что энергия прыжка обратно пропорциональна кубу расстояния прыжка (в трёхмерном случае). Позже было показано, что в этом предположении нет необходимости. В исходной статье было показано, что вероятность прыжка между локализованными состояниями при заданной температуре зависит от двух параметров: {\displaystyle R} — расстояния между узлами и {\displaystyle W} — их разницы между энергиями этих состояний. Апсли и Хьюз отметили, что в действительно аморфной системе эти переменные случайны и независимы и поэтому могут быть объединены в один параметр — диапазон {\displaystyle \textstyle {\mathcal {R}}} между двумя узлами, что определяет вероятность перескока.
Мотт показал, что вероятность перескока между двумя состояниями на расстоянии {\displaystyle \textstyle R} и разницей энергий {\displaystyle W} имеет вид:
{\displaystyle P\sim \exp \left[-2\alpha R-{\frac {W}{kT}}\right]~,}
где:
{\displaystyle \alpha ^{-1}} — длина затухания для водородоподобной локализованной волновой функции.
Предполагается, что переход в состояние с более высокой энергией является процессом, ограничивающим частоту перескока.
Теперь определим {\displaystyle \textstyle {\mathcal {R}}=2\alpha R+W/kT}, диапазон между двумя состояниями, поэтому {\displaystyle \textstyle P\sim \exp(-{\mathcal {R}})}. Состояния можно рассматривать как точки в четырёхмерном случайном массиве (три пространственные координаты и одна координата энергии), причем «расстояние» между ними определяется диапазоном {\displaystyle \textstyle {\mathcal {R}}}.
Проводимость является результатом многих серий прыжков через этот четырёхмерный массив, и, поскольку предпочтение отдаётся прыжкам на короткие расстояния, именно среднее «расстояние» между ближайшими соседями между состояниями определяет общую проводимость. Таким образом, проводимость имеет вид:
{\displaystyle \sigma \sim \exp(-{\overline {\mathcal {R}}}_{nn})~,}
где:
{\displaystyle \textstyle {\overline {\mathcal {R}}}_{nn}} — усреднённый диапазон ближайших соседей.
Поэтому проблема состоит в том, чтобы рассчитать эту величину.
Первый шаг — получить {\displaystyle \textstyle {\mathcal {N}}({\mathcal {R}})}, общее количество состояний в диапазоне {\displaystyle \textstyle {\mathcal {R}}} некоторого начального состояния на уровне Ферми. Для {\displaystyle d} -мерностей и при определённых предположениях это оказывается:
{\displaystyle {\mathcal {N}}({\mathcal {R}})=K{\mathcal {R}}^{d+1}~,}
где:
{\displaystyle \textstyle K={\frac {N\pi kT}{3\times 2^{d}\alpha ^{d}}}~.}
Конкретные предположения заключаются в том, что {\displaystyle \textstyle {\overline {\mathcal {R}}}_{nn}} намного меньше запрещённой зоны и больше, чем межатомное расстояние.
Тогда вероятность того, что состояние с диапазоном {\displaystyle \textstyle {\mathcal {R}}} является ближайшим соседом в четырёхмерном пространстве (или в общем ({\displaystyle d+1}) -мерном пространстве):
{\displaystyle P_{nn}({\mathcal {R}})={\frac {\partial {\mathcal {N}}({\mathcal {R}})}{\partial {\mathcal {R}}}}\exp[-{\mathcal {N}}({\mathcal {R}})]}
— распределение ближайших соседей.
Для {\displaystyle d} -мерного случая тогда:
{\displaystyle {\overline {\mathcal {R}}}_{nn}=\int _{0}^{\infty }(d+1)K{\mathcal {R}}^{d+1}\exp(-K{\mathcal {R}}^{d+1})d{\mathcal {R}}~.}.
Этот интеграл можно оценить, сделав простую замену {\displaystyle \textstyle t=K{\mathcal {R}}^{d+1}} в гамма-функцию, {\displaystyle \textstyle \Gamma (z)=\int _{0}^{\infty }t^{z-1}e^{-t}\,\mathrm {d} t}
После некоторой алгебры это даёт:
{\displaystyle {\overline {\mathcal {R}}}_{nn}={\frac {\Gamma ({\frac {d+2}{d+1}})}{K^{\frac {1}{d+1}}}}}
и, следовательно, что:
{\displaystyle \sigma \propto \exp \left(-T^{-{\frac {1}{d+1}}}\right)~.}.

### Непостоянная плотность состояний
Когда плотность состояний непостоянна (закон нечетной степени N (E)), проводимость Мотта восстанавливается, как показано в этой статье.

## Прыжки с переменной длиной Эфроса — Шкловского
Прыжки с переменной длиной Эфроса — Шкловского (ES) представляют собой модель проводимости, которая учитывает кулоновскую щель, небольшой скачок плотности состояний вблизи уровня Ферми из-за взаимодействий между локализованными электронами. Он был назван в честь Алексея Л. Эфроса и Бориса Шкловского, предложивших его в 1975 году.
Учёт кулоновской щели изменяет температурную зависимость на:
{\displaystyle \sigma =\sigma _{0}e^{-(T_{0}/T)^{1/2}}}
для всех размерностей (то есть {\displaystyle \beta } = 1/2).